# Испанская мифология
Испанская мифология, или кастильская мифология (исп. Mitología castellana), — фольклор и народные сказания испанского народа, а также в более широком понимании всех народов и этносов населяющих Испанию, например басков. Испанские поверья во многом связаны с христианской культурой, но несмотря на это, также можно проследить влияние языческих верований на ряд народных поверий. Испанская мифология широко распространена среди жителей испанских деревень, а также её элементы можно встретить во многих произведениях на испанском языке.

## Характеристика
Испанский мифологический фольклор базируется на многих источниках. Во-первых, это устные поверья кельтского населения и пришедших позже романских поселенцев. Помимо этого, также выделяются существенное влияние вестготской, а также мосарабской культуры. Помимо литературы, это хорошо заметно в испанском изобразительном искусстве.

## Основные мотивы
- Антилия
- Быки Гисандо
- Дуэнде
- Костры святого Иоанна Крестителя
- Острова блаженных
- Чёрная легенда

## Андалусия
- Кармен, роковая женщина Севильи.
- Дон Жуан
- Дом Бернарды Альбы
- Альгамбра
- Фигаро, навязчивый цирюльник.

## Астурия
- Ксана
- Куэлебре
- Моурос
- Нуберу
- Тресго